# Blaženka Milić
Blaženka Milić (* 4. Februar 1939 in Mostar, damals Königreich Jugoslawien; † 7. September 2021 in Zagreb, Kroatien) war eine jugoslawische Opernsängerin (Sopran).

## Leben
Blaženka Milić, die bereits in jungen Jahren großes musikalisches Talent zeigte, war Schülerin der Abteilung für Sologesang an der Musikschule Mostar, wo Milka Padovan ihre Lehrerin war.
Im März 1961 hatte sie ihr professionelles Bühnendebüt am Nationaltheater Mostar mit der Rolle der Petrica in Jakov Gotovacs Opernwerk Đerdan. Ab 1962 studierte sie an der Musikakademie in Zagreb und schloss ihr Studium 1967 bei dem dortigen Professor und Musikpädagogen Lav Vrbanić (1904–1983) ab. Mit einem Fulbright-Stipendium, das sie zur musikalischen Weiterbildung erhielt, setzte sie ihre Studien mit Vrbanić im Studienjahr 1968/69 am New England Conservatory of Music in Boston fort.
Von September 1969 war sie bis zu ihrer Pensionierung im Januar 2001 festes Ensemblemitglied am Kroatischen Nationaltheater in Zagreb. Ihr Bühnendebüt gab sie dort im Januar 1970 als Zorka in Vatroslav Lisinskis Oper Porin. Am  Nationaltheater Zagreb sang sie verschiedene Rollen in kroatischen Nationalopern, u. a. Jelena und Eva in Nikola Šubić-Zrinjski von Ivan Zajc, Đula in Ero der Schelm von Jakov Gotovac, Lisbeth in Der Schuster von Delft von Blagoje Bersa und Anica in Equinox (Originaltitel: Ekvinocij) von Ivan Brkanović.
Sie sang insgesamt etwa 30 große Opernrollen des slawischen und des internationalen Opernrepertoires. Zu ihren Bühnenrollen gehörten die beiden Mozart-Partien Donna Anna und Gräfin Almaviva sowie Leonora (Un ballo in maschera, Il trovatore), Abigaille, Aida, Mimì (La Bohème), Tosca, Madama Butterfly, Santuzza, Adriana Lecouvreur, Maddalena di Coigny (Andrea Chénier), Senta, Brünnhilde (Die Walküre), Arabella, Marie (Die verkaufte Braut) und die Titelrolle in Pique Dame.
Großen Erfolg hatte sie an der Kroatischen Nationaloper 1986 als Floria Tosca an der Seite von Nicolai Gedda (Cavaradossi) und Ingvar Wixell (Scarpia). Ihre letzte Rolle auf der Bühne war im Jahr 2002 die kleine Rolle der Anna in Nabucco.
Mit dem Ensemble des Kroatischen Nationaltheaters gastierte sie an renommierten europäischen Bühnen, u. a. in Salzburg, Moskau, Turin, Stuttgart, Mannheim, Ost-Berlin und Kiew. Im Sommer 1982 sang sie auf der Freilichtbühne Opatija die Rolle der Dula in der Oper Ero der Schelm. In der Spielzeit 1984/85 gastierte sie mit dem Ensemble des Kroatischen Nationaltheaters Zagreb an der Berliner Staatsoper, wobei sie die Eva in Nikola Šubić-Zrinjski sang. Sie trat auch als Konzertsängerin hervor und wirkte als Sopran-Solistin bei Kirchenkonzerten mit.
Orpheus
Das Kroatische Nationaltheater Zagreb ehrte sie zu ihrem 30., 35. und 40. Dienstjubiläum jeweils mit besonderen Feierlichkeiten. Schallplattenaufnahmen mit Blaženka Milić erschienen bei Jugoton. 2010 wurde eine Doppel-CD mit dem Titel Glazba je moj Život veröffentlicht.
2018 erhielt sie den Kroatischen Theaterpreis (Hrvatsko društvo dramskih umjetnika, HDDU) für ihr Lebenswerk. Außerdem wurde sie mit dem Ante-Starčević-Orden ausgezeichnet.
Blaženka Milić starb im September 2021 im Alter von 82 Jahren in Zagreb.